# عباسة
قرية عباسة هي إحدى القرى التابعة لمركز قوص في محافظة قنا في جمهورية مصر العربية. حسب إحصاءات سنة 2006، بلغ إجمالي السكان في عباسة 5394 نسمة، منهم 2728 رجل و2666 امرأة.